# Skilanglauf-Marathon-Cup 2005/06
Der Skilanglauf-Marathon-Cup 2005/06 war eine vom Weltskiverband FIS ausgetragene Wettkampfserie im Skilanglauf, die am 18. Dezember 2005 mit dem La Sgambeda begann und am 18. März 2006 mit dem Birkebeinerrennet endete. Die Wettbewerbe wurden im Rahmen der Euroloppet-Serie bzw. Worldloppet-Serie veranstaltet. Die Gesamtwertung bei den Männern gewann Marco Cattaneo. Bei den Frauen wurde zum dritten Mal in Folge Cristina Paluselli in der Gesamtwertung erste.

## Männer

### Resultate
| 1. Skilanglauf-Marathon-Cup in Livigno – La Sgambeda | 1. Skilanglauf-Marathon-Cup in Livigno – La Sgambeda | 1. Skilanglauf-Marathon-Cup in Livigno – La Sgambeda | 1. Skilanglauf-Marathon-Cup in Livigno – La Sgambeda | 1. Skilanglauf-Marathon-Cup in Livigno – La Sgambeda |
| ---------------------------------------------------- | ---------------------------------------------------- | ---------------------------------------------------- | ---------------------------------------------------- | ---------------------------------------------------- |
| Datum                                                | Disziplin                                            | Erster Platz                                         | Zweiter Platz                                        | Dritter Platz                                        |
| 18. Dezember 2005                                    | 42 km Freistil                                       | Tullio Grandelis Biagio di Santo                     |                                                      | Teemu Kattilakoski                                   |

| 2. Skilanglauf-Marathon-Cup in Liberec – Isergebirgslauf | 2. Skilanglauf-Marathon-Cup in Liberec – Isergebirgslauf | 2. Skilanglauf-Marathon-Cup in Liberec – Isergebirgslauf | 2. Skilanglauf-Marathon-Cup in Liberec – Isergebirgslauf | 2. Skilanglauf-Marathon-Cup in Liberec – Isergebirgslauf |
| -------------------------------------------------------- | -------------------------------------------------------- | -------------------------------------------------------- | -------------------------------------------------------- | -------------------------------------------------------- |
| Datum                                                    | Disziplin                                                | Erster Platz                                             | Zweiter Platz                                            | Dritter Platz                                            |
| 15. Januar 2006                                          | 50 km klassisch                                          | Marco Cattaneo                                           | Jörgen Aukland                                           | Raul Olle                                                |

| 3. Skilanglauf-Marathon-Cup im Val di Fiemme und Val di Fassa – Marcialonga | 3. Skilanglauf-Marathon-Cup im Val di Fiemme und Val di Fassa – Marcialonga | 3. Skilanglauf-Marathon-Cup im Val di Fiemme und Val di Fassa – Marcialonga | 3. Skilanglauf-Marathon-Cup im Val di Fiemme und Val di Fassa – Marcialonga | 3. Skilanglauf-Marathon-Cup im Val di Fiemme und Val di Fassa – Marcialonga |
| --------------------------------------------------------------------------- | --------------------------------------------------------------------------- | --------------------------------------------------------------------------- | --------------------------------------------------------------------------- | --------------------------------------------------------------------------- |
| Datum                                                                       | Disziplin                                                                   | Erster Platz                                                                | Zweiter Platz                                                               | Dritter Platz                                                               |
| 29. Januar 2006                                                             | 70 km klassisch                                                             | Jörgen Aukland                                                              | Rikard Andreasson                                                           | Jerry Ahrlin                                                                |

| 4. Skilanglauf-Marathon-Cup in Oberammergau – König-Ludwig-Lauf | 4. Skilanglauf-Marathon-Cup in Oberammergau – König-Ludwig-Lauf | 4. Skilanglauf-Marathon-Cup in Oberammergau – König-Ludwig-Lauf | 4. Skilanglauf-Marathon-Cup in Oberammergau – König-Ludwig-Lauf | 4. Skilanglauf-Marathon-Cup in Oberammergau – König-Ludwig-Lauf |
| --------------------------------------------------------------- | --------------------------------------------------------------- | --------------------------------------------------------------- | --------------------------------------------------------------- | --------------------------------------------------------------- |
| Datum                                                           | Disziplin                                                       | Erster Platz                                                    | Zweiter Platz                                                   | Dritter Platz                                                   |
| 5. Februar 2006                                                 | 50 km klassisch                                                 | Stanislav Řezáč                                                 | Martin Larsson                                                  | Jörgen Aukland                                                  |

| 5. Skilanglauf-Marathon-Cup in Lamoura – Transjurassienne | 5. Skilanglauf-Marathon-Cup in Lamoura – Transjurassienne | 5. Skilanglauf-Marathon-Cup in Lamoura – Transjurassienne | 5. Skilanglauf-Marathon-Cup in Lamoura – Transjurassienne | 5. Skilanglauf-Marathon-Cup in Lamoura – Transjurassienne |
| --------------------------------------------------------- | --------------------------------------------------------- | --------------------------------------------------------- | --------------------------------------------------------- | --------------------------------------------------------- |
| Datum                                                     | Disziplin                                                 | Erster Platz                                              | Zweiter Platz                                             | Dritter Platz                                             |
| 12. Februar 2006                                          | 76 km Freistil                                            | Roberto De Zolt Ponte                                     | Sergej Alexejev                                           | Pierluigi Costantin                                       |

| 6. Skilanglauf-Marathon-Cup in Hayward – American Birkebeiner | 6. Skilanglauf-Marathon-Cup in Hayward – American Birkebeiner | 6. Skilanglauf-Marathon-Cup in Hayward – American Birkebeiner | 6. Skilanglauf-Marathon-Cup in Hayward – American Birkebeiner | 6. Skilanglauf-Marathon-Cup in Hayward – American Birkebeiner |
| ------------------------------------------------------------- | ------------------------------------------------------------- | ------------------------------------------------------------- | ------------------------------------------------------------- | ------------------------------------------------------------- |
| Datum                                                         | Disziplin                                                     | Erster Platz                                                  | Zweiter Platz                                                 | Dritter Platz                                                 |
| 25. Februar 2006                                              | 52 km Freistil                                                | Marco Cattaneo                                                | Roberto De Zolt Ponte                                         | Pierluigi Costantin                                           |

| 7. Skilanglauf-Marathon-Cup in Samedan – Engadin Skimarathon | 7. Skilanglauf-Marathon-Cup in Samedan – Engadin Skimarathon | 7. Skilanglauf-Marathon-Cup in Samedan – Engadin Skimarathon | 7. Skilanglauf-Marathon-Cup in Samedan – Engadin Skimarathon | 7. Skilanglauf-Marathon-Cup in Samedan – Engadin Skimarathon |
| ------------------------------------------------------------ | ------------------------------------------------------------ | ------------------------------------------------------------ | ------------------------------------------------------------ | ------------------------------------------------------------ |
| Datum                                                        | Disziplin                                                    | Erster Platz                                                 | Zweiter Platz                                                | Dritter Platz                                                |
| 12. März 2006                                                | 42 km Freistil                                               | Michail Botwinow                                             | Marco Cattaneo                                               | Roberto De Zolt Ponte                                        |

| 8. Skilanglauf-Marathon-Cup in Rena – Birkebeinerrennet | 8. Skilanglauf-Marathon-Cup in Rena – Birkebeinerrennet | 8. Skilanglauf-Marathon-Cup in Rena – Birkebeinerrennet | 8. Skilanglauf-Marathon-Cup in Rena – Birkebeinerrennet | 8. Skilanglauf-Marathon-Cup in Rena – Birkebeinerrennet |
| ------------------------------------------------------- | ------------------------------------------------------- | ------------------------------------------------------- | ------------------------------------------------------- | ------------------------------------------------------- |
| Datum                                                   | Disziplin                                               | Erster Platz                                            | Zweiter Platz                                           | Dritter Platz                                           |
| 18. März 2006                                           | 54 km klassisch                                         | Anders Aukland                                          | Daniel Tynell                                           | Raul Olle                                               |

### Gesamtwertung
| Rang | Name                  | Punkte |
| ---- | --------------------- | ------ |
| 001. | Marco Cattaneo        | 416    |
| 02.  | Pierluigi Costantin   | 325    |
| 03.  | Roberto De Zolt Ponte | 309    |
| 04.  | Tullio Grandelis      | 296    |
| 05.  | Jörgen Aukland        | 285    |
| 06.  | Silvio Fauner         | 240    |
| 07.  | Daniel Tynell         | 196    |
| 08.  | Stanislav Řezáč       | 185    |
| 09.  | Raul Olle             | 170    |
| 10.  | Jerry Ahrlin          | 150    |
| 11.  | Robert Johansson      | 105    |
| 12.  | Anders Aukland        | 100    |
| 12.  | Michail Botwinow      | 100    |
| 12.  | Biagio di Santo       | 100    |

| Rang | Name                 | Punkte |
| ---- | -------------------- | ------ |
| 15.  | Rikard Andreasson    | 98     |
| 16.  | Aliaksei Ivanou      | 96     |
| 17.  | Martin Larsson       | 80     |
| 18.  | Håvard Skorstad      | 78     |
| 19.  | Mattias Svahn        | 74     |
| 20.  | Thomas Freimuth      | 72     |
| 20.  | Gard Filip Gjerdalen | 72     |
| 22.  | Teemu Kattilakoski   | 60     |
| 23.  | Anders Hallingstad   | 57     |
| 24.  | Bruno Debertolis     | 50     |
| 25.  | Gion Andrea Bundi    | 45     |
| 25.  | Pierre Chauvet       | 45     |
| 27.  | Markus Jönsson       | 43     |
| 28.  | Tomáš Jakoubek       | 42     |

| Rang | Name                         | Punkte |
| ---- | ---------------------------- | ------ |
| 28.  | Johan Sandberg               | 42     |
| 30.  | Toni Livers                  | 40     |
| 31.  | Chad Giese                   | 36     |
| 31.  | Stéphane Passeron            | 36     |
| 31.  | Martin Rosvall               | 36     |
| 34.  | Eli Enman                    | 32     |
| 34.  | Christophe Perrillat-Collomb | 32     |
| 34.  | Maurizio Pozzi               | 32     |
| 37.  | Erik Eriksson                | 31     |
| 37.  | Magnus Jonsson               | 31     |
| 37.  | Christoph Schweiger          | 31     |
| 40.  | Vegard Kjölhamar             | 30     |

## Frauen

### Resultate
| 1. Skilanglauf-Marathon-Cup in Livigno – La Sgambeda | 1. Skilanglauf-Marathon-Cup in Livigno – La Sgambeda | 1. Skilanglauf-Marathon-Cup in Livigno – La Sgambeda | 1. Skilanglauf-Marathon-Cup in Livigno – La Sgambeda | 1. Skilanglauf-Marathon-Cup in Livigno – La Sgambeda |
| ---------------------------------------------------- | ---------------------------------------------------- | ---------------------------------------------------- | ---------------------------------------------------- | ---------------------------------------------------- |
| Datum                                                | Disziplin                                            | Erster Platz                                         | Zweiter Platz                                        | Dritter Platz                                        |
| 18. Dezember 2005                                    | 42 km Freistil                                       | Cristina Paluselli                                   | Lara Peyrot                                          | Anna Santer                                          |

| 2. Skilanglauf-Marathon-Cup in Liberec – Isergebirgslauf | 2. Skilanglauf-Marathon-Cup in Liberec – Isergebirgslauf | 2. Skilanglauf-Marathon-Cup in Liberec – Isergebirgslauf | 2. Skilanglauf-Marathon-Cup in Liberec – Isergebirgslauf | 2. Skilanglauf-Marathon-Cup in Liberec – Isergebirgslauf |
| -------------------------------------------------------- | -------------------------------------------------------- | -------------------------------------------------------- | -------------------------------------------------------- | -------------------------------------------------------- |
| Datum                                                    | Disziplin                                                | Erster Platz                                             | Zweiter Platz                                            | Dritter Platz                                            |
| 15. Januar 2006                                          | 50 km klassisch                                          | Cristina Paluselli                                       | Lara Peyrot                                              | Sofia Lind                                               |

| 3. Skilanglauf-Marathon-Cup im Val di Fiemme und Val di Fassa – Marcialonga | 3. Skilanglauf-Marathon-Cup im Val di Fiemme und Val di Fassa – Marcialonga | 3. Skilanglauf-Marathon-Cup im Val di Fiemme und Val di Fassa – Marcialonga | 3. Skilanglauf-Marathon-Cup im Val di Fiemme und Val di Fassa – Marcialonga | 3. Skilanglauf-Marathon-Cup im Val di Fiemme und Val di Fassa – Marcialonga |
| --------------------------------------------------------------------------- | --------------------------------------------------------------------------- | --------------------------------------------------------------------------- | --------------------------------------------------------------------------- | --------------------------------------------------------------------------- |
| Datum                                                                       | Disziplin                                                                   | Erster Platz                                                                | Zweiter Platz                                                               | Dritter Platz                                                               |
| 29. Januar 2006                                                             | 70 km klassisch                                                             | Cristina Paluselli                                                          | Ine Wigernæs                                                                | Sofia Lind                                                                  |

| 4. Skilanglauf-Marathon-Cup in Oberammergau – König-Ludwig-Lauf | 4. Skilanglauf-Marathon-Cup in Oberammergau – König-Ludwig-Lauf | 4. Skilanglauf-Marathon-Cup in Oberammergau – König-Ludwig-Lauf | 4. Skilanglauf-Marathon-Cup in Oberammergau – König-Ludwig-Lauf | 4. Skilanglauf-Marathon-Cup in Oberammergau – König-Ludwig-Lauf |
| --------------------------------------------------------------- | --------------------------------------------------------------- | --------------------------------------------------------------- | --------------------------------------------------------------- | --------------------------------------------------------------- |
| Datum                                                           | Disziplin                                                       | Erster Platz                                                    | Zweiter Platz                                                   | Dritter Platz                                                   |
| 5. Februar 2006                                                 | 50 km klassisch                                                 | Ine Wigernæs                                                    | Cristina Paluselli                                              | Sofia Lind                                                      |

| 5. Skilanglauf-Marathon-Cup in Lamoura – Transjurassienne | 5. Skilanglauf-Marathon-Cup in Lamoura – Transjurassienne | 5. Skilanglauf-Marathon-Cup in Lamoura – Transjurassienne | 5. Skilanglauf-Marathon-Cup in Lamoura – Transjurassienne | 5. Skilanglauf-Marathon-Cup in Lamoura – Transjurassienne |
| --------------------------------------------------------- | --------------------------------------------------------- | --------------------------------------------------------- | --------------------------------------------------------- | --------------------------------------------------------- |
| Datum                                                     | Disziplin                                                 | Erster Platz                                              | Zweiter Platz                                             | Dritter Platz                                             |
| 12. Februar 2006                                          | 76 km Freistil                                            | Anna Santer                                               | Lara Peyrot                                               | Susanna Nevala                                            |

| 6. Skilanglauf-Marathon-Cup in Hayward – American Birkebeiner | 6. Skilanglauf-Marathon-Cup in Hayward – American Birkebeiner | 6. Skilanglauf-Marathon-Cup in Hayward – American Birkebeiner | 6. Skilanglauf-Marathon-Cup in Hayward – American Birkebeiner | 6. Skilanglauf-Marathon-Cup in Hayward – American Birkebeiner |
| ------------------------------------------------------------- | ------------------------------------------------------------- | ------------------------------------------------------------- | ------------------------------------------------------------- | ------------------------------------------------------------- |
| Datum                                                         | Disziplin                                                     | Erster Platz                                                  | Zweiter Platz                                                 | Dritter Platz                                                 |
| 25. Februar 2006                                              | 52 km Freistil                                                | Anna Santer                                                   | Lara Peyrot                                                   | Cristina Paluselli                                            |

| 7. Skilanglauf-Marathon-Cup in Samedan – Engadin Skimarathon | 7. Skilanglauf-Marathon-Cup in Samedan – Engadin Skimarathon | 7. Skilanglauf-Marathon-Cup in Samedan – Engadin Skimarathon | 7. Skilanglauf-Marathon-Cup in Samedan – Engadin Skimarathon | 7. Skilanglauf-Marathon-Cup in Samedan – Engadin Skimarathon |
| ------------------------------------------------------------ | ------------------------------------------------------------ | ------------------------------------------------------------ | ------------------------------------------------------------ | ------------------------------------------------------------ |
| Datum                                                        | Disziplin                                                    | Erster Platz                                                 | Zweiter Platz                                                | Dritter Platz                                                |
| 12. März 2006                                                | 42 km Freistil                                               | Natascia Leonardi Cortesi                                    | Anna Santer                                                  | Cristina Paluselli                                           |

| 8. Skilanglauf-Marathon-Cup in Rena – Birkebeinerrennet | 8. Skilanglauf-Marathon-Cup in Rena – Birkebeinerrennet | 8. Skilanglauf-Marathon-Cup in Rena – Birkebeinerrennet | 8. Skilanglauf-Marathon-Cup in Rena – Birkebeinerrennet | 8. Skilanglauf-Marathon-Cup in Rena – Birkebeinerrennet |
| ------------------------------------------------------- | ------------------------------------------------------- | ------------------------------------------------------- | ------------------------------------------------------- | ------------------------------------------------------- |
| Datum                                                   | Disziplin                                               | Erster Platz                                            | Zweiter Platz                                           | Dritter Platz                                           |
| 18. März 2006                                           | 54 km klassisch                                         | Hilde Gjermundshaug Pedersen                            | Annmari Viljanmaa                                       | Cristina Paluselli                                      |

### Gesamtwertung
| Rang | Name                      | Punkte |
| ---- | ------------------------- | ------ |
| 1.   | Cristina Paluselli        | 560    |
| 2.   | Anna Santer               | 510    |
| 3.   | Lara Peyrot               | 470    |
| 4.   | Sofia Lind                | 307    |
| 5.   | Ine Wigernæs              | 216    |
| 6.   | Annmari Viljanmaa         | 125    |
| 7.   | Natascia Leonardi Cortesi | 100    |

| Rang | Name                         | Punkte |
| ---- | ---------------------------- | ------ |
| 7.   | Hilde Gjermundshaug Pedersen | 100    |
| 9.   | Lada Nesterenko              | 82     |
| 10.  | Jenny Hansson                | 81     |
| 11.  | Jasmin Nunige                | 69     |
| 12.  | Susanna Nevala               | 60     |
| 13.  | Brooke Hovey                 | 50     |
| 13.  | Susanne Nyström              | 50     |

| Rang | Name               | Punkte |
| ---- | ------------------ | ------ |
| 15.  | Seraina Boner      | 45     |
| 15.  | Mila Tuovila       | 45     |
| 15.  | Kate Whitcomb      | 45     |
| 15.  | Natalja Sernowa    | 45     |
| 19.  | Ursina Badilatti   | 40     |
| 19.  | Svetlana Shtapkina | 40     |